# Los jugadores de cartas
Los jugadores de cartas  (Les Joueurs de cartes en el título francés original) es una serie de ocho cuadros sobre el tema de la partida de cartas, que realizó el pintor francés Paul Cézanne entre 1890 y 1895 (la comenzó estando en Suiza y la acabó en Aix-en-Provence).
Pertenece a la época de madurez (década de 1890) en la que Cézanne produce sus principales lienzos. Ejemplifica los cuadros en los que los personajes están fuertemente anclados en su decorado. Es un periodo en que Cézanne fue invitado a exponer con el grupo Les 00 en Bruselas y, más tarde, celebró su primera exposición en París.
Especialmente en las tres últimas versiones, todos los volúmenes están definidos de manera geométrica, lo que confiere a los dos personajes una dignidad clásica. En las versiones iniciales son tres jugadores contemplados por otros personajes, composición que va simplificando hasta reducirla a dos campesinos que juegan a las cartas, con una botella de vino en medio, en la que se refleja la luz. Distorsionando la visión perspectiva, Cézanne logra obtener el máximo grado de centralidad, que resulta increíble en una escena de vida. Toda la tela está construida con tonos de los colores azul, amarillo y rojo. Esta restricción cromática «intensifica la sensación de austeridad formal». Las pinceladas se presentan solitarias y sintéticas, como el reflejo sobre la botella o el simple trazo que describe el ojo del jugador de la derecha. Pinta con la técnica del facetado, lo que es evidente en la cara del jugador de la izquierda. Éste lleva un sombrero de forma cilíndrica, lo que recuerda la afirmación de Cézanne de que 

"Todo en la naturaleza está modelado según la esfera, el cilindro y el cono."

En las últimas versiones de la serie, Cézanne no proporciona sólo una impresión, sino también una descripción del sentido interno de la acción, como síntesis destinada a permanecer en la mente bajo la forma del recuerdo.
Cézanne pintó también un estudio de pequeño formato (32 × 35 cm) de un solo jugador visto de frente. La obra pertenece al Worcester Art Museum, Massachusett USA. Fue expuesto en la muestra de "Jugadores de Cartas que presentó la Courtauld Gallery de Londres en 2010/11.
A principios de 2012 uno de los cuadros de la serie se convirtió en la obra de arte vendida por más dinero de la historia, al comprarla la familia real catarí a los herederos del magnate griego Yorgos Embiricos por más de 250 millones de dólares, aproximadamente 191,6 millones de euros.

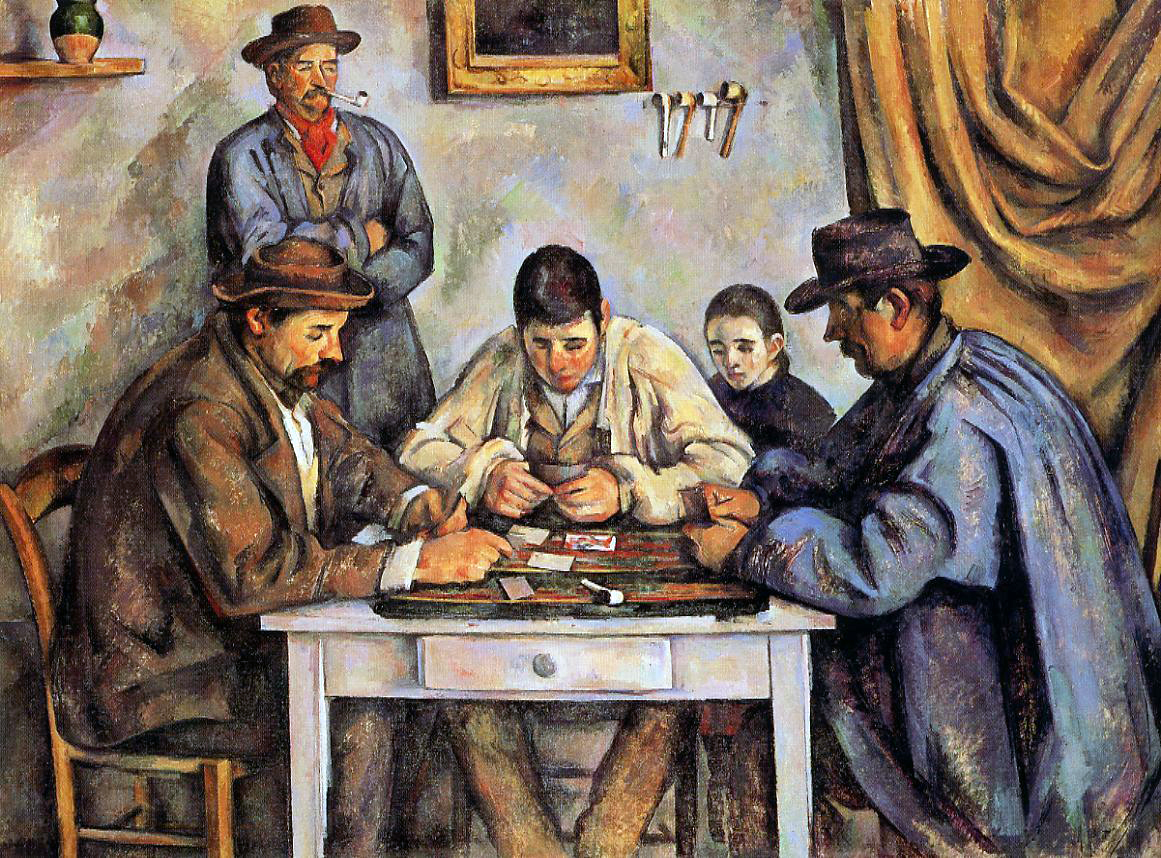
Primera versión: 1890-92, óleo sobre lienzo, 134,6 × 180,3 cm Barnes Foundation, Merion, Pennsylvania
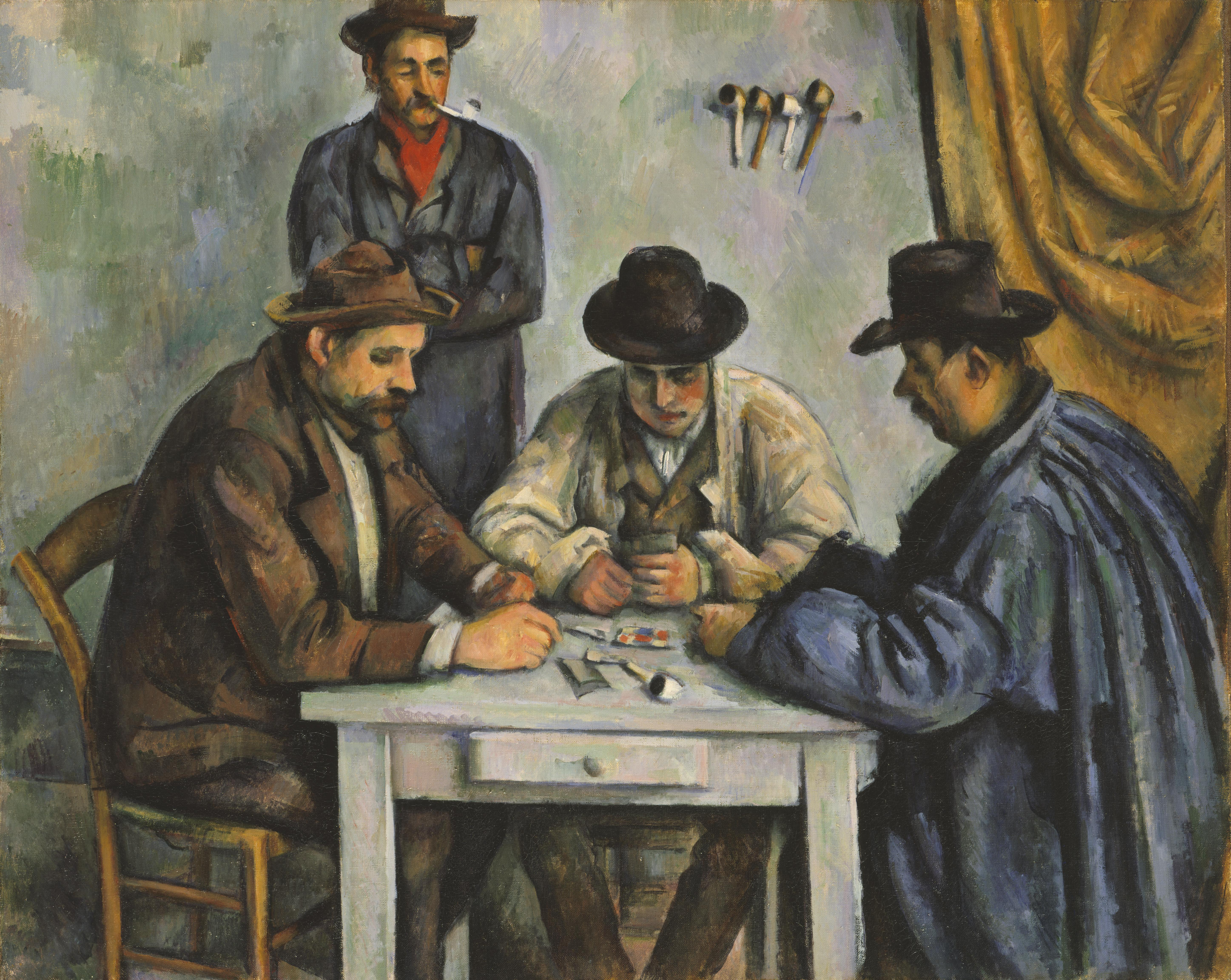
Segunda versión: 1890-92, óleo sobre lienzo, 65,4 × 81,9 cm Metropolitan Museum of Art, Nueva York
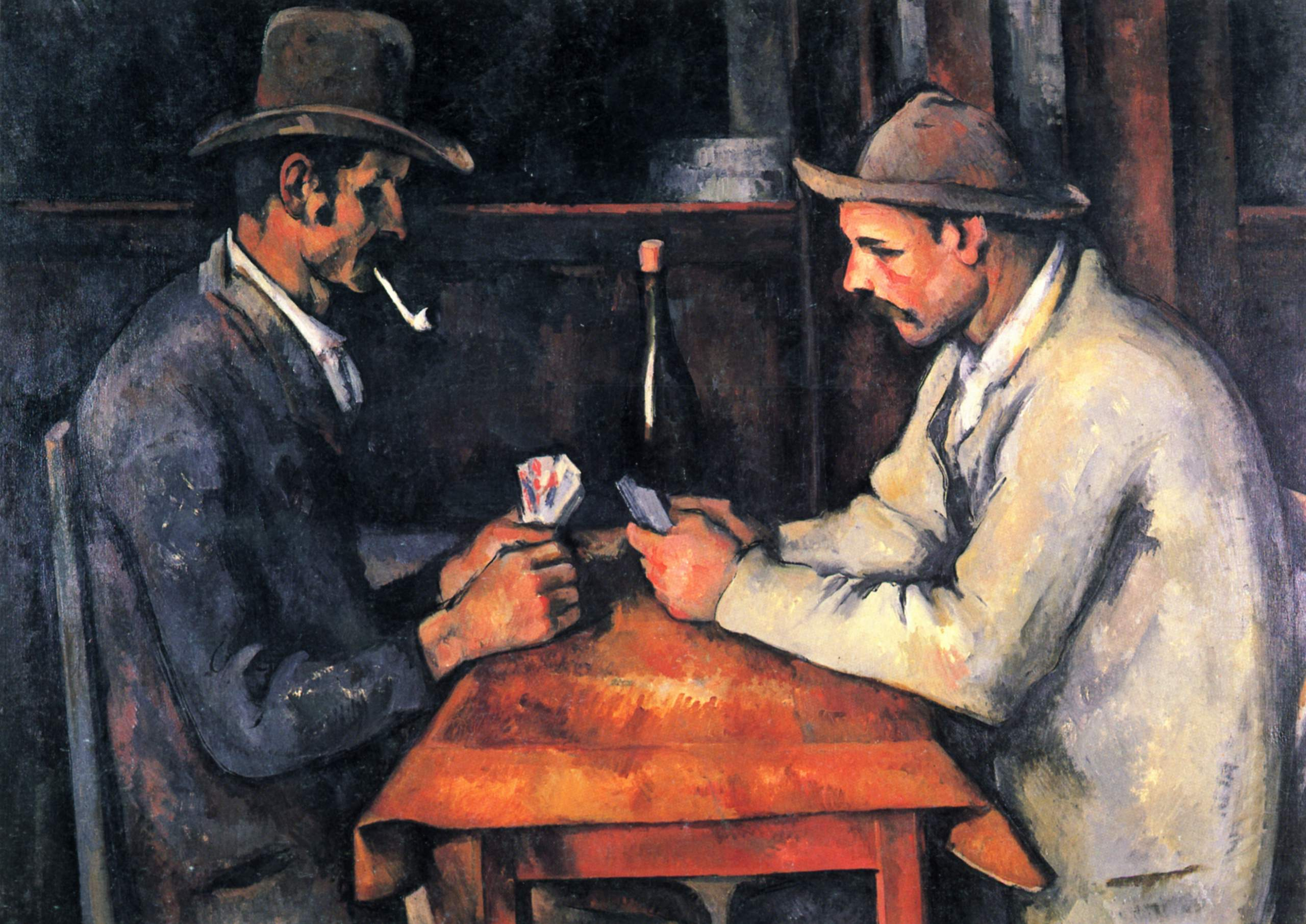
Tercera versión: 1892-93, óleo sobre lienzo, 97 × 130 cm Colección privada
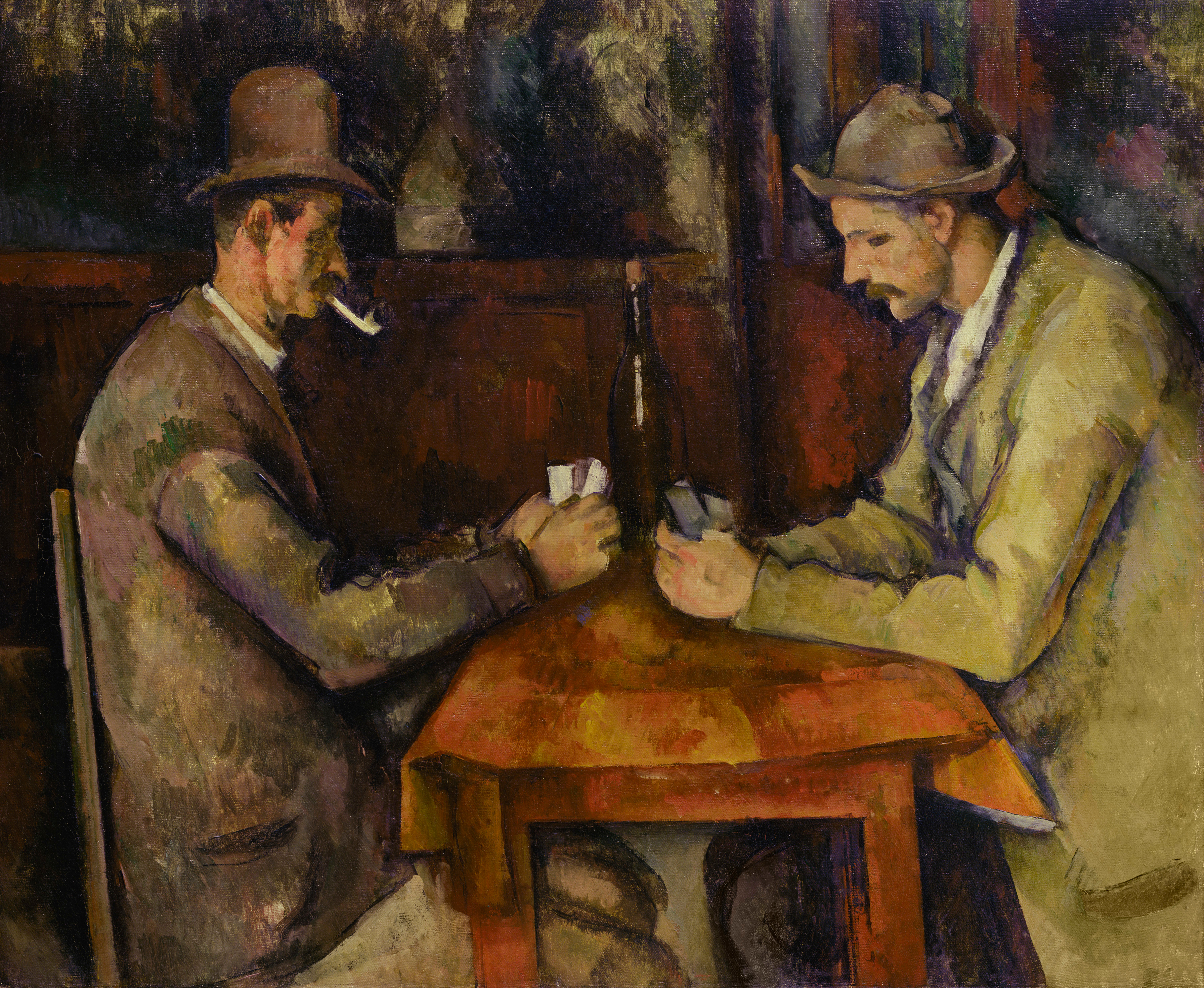
Quinta versión: 1894-95, óleo sobre lienzo, 47,5 × 57 cm Musée d'Orsay, París